# Böotischer Krater (Heidelberg G 44)

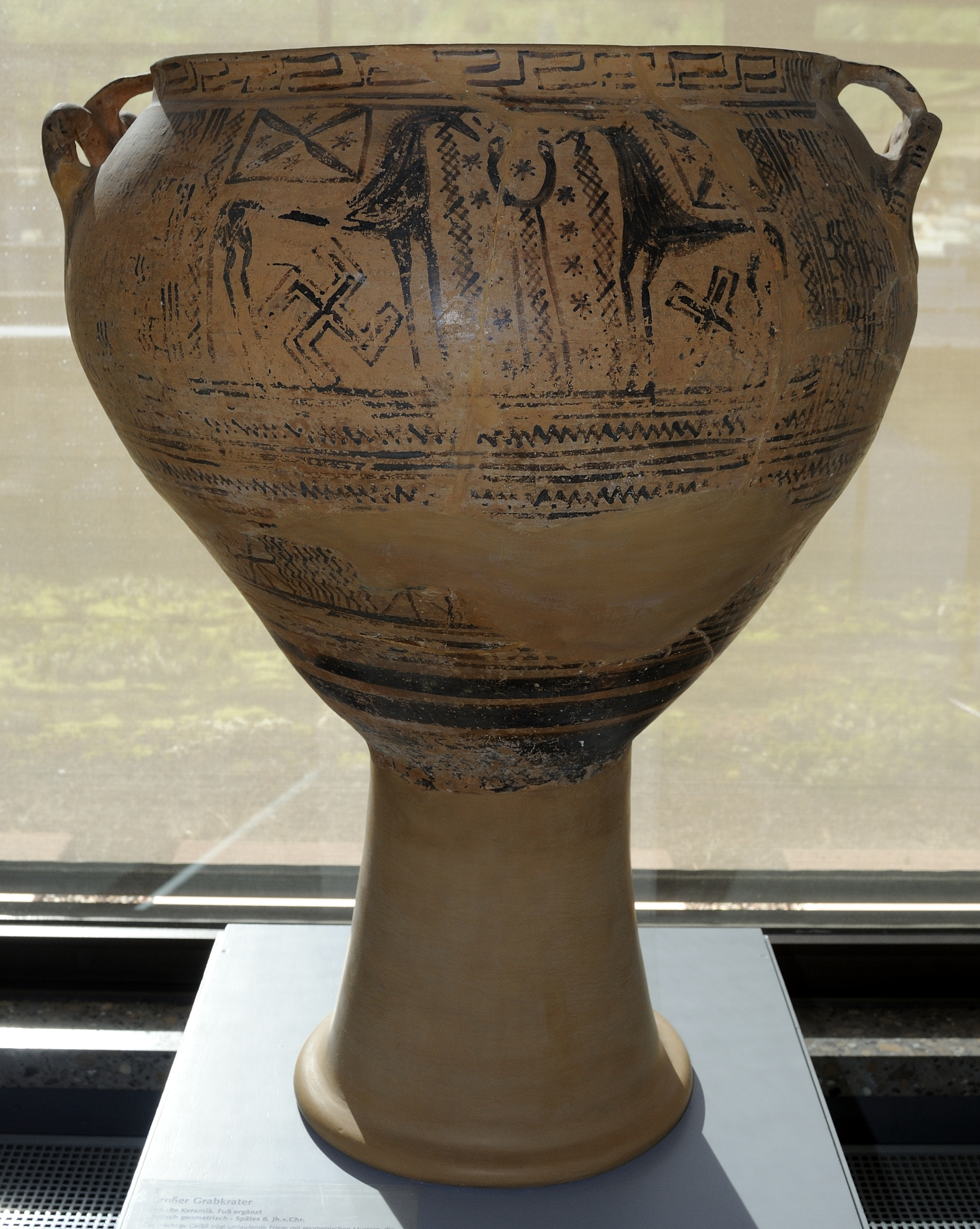
Der Krater im Antikenmuseum der Universität Heidelberg

Der geometrische böotische Krater mit der Inventarnummer G 44 des Antikenmuseums der Universität Heidelberg ist eines der herausragenden Stücke der Universitätssammlung und eines von nur wenigen derartigen Gefäßen weltweit.
Der geometrische böotische Krater, der wohl auf Keos gefunden wurde, hat eine recht große Höhe von 55 bis 56 Zentimetern, was ihn als Grabkrater, als Markierung eines Grabes, ausweist. Für diese Verwendung sprechen auch mehrere Bohrlöcher im Boden, am Übergang zwischen Fuß und Becken, die wohl als Abflusslöcher für Regenwasser vorgesehen waren. Er besteht aus zwei Teilen, einem hohen konischen Fuß und einem Kraterbecken. Die Vase wurde aus mehreren großen Bruchstücken zusammengesetzt, Fehlstellen, darunter der gesamte Fuß, wurden modern ergänzt. In einer Revision der Ergänzung wurde der Fuß in einer neueren Restaurierung stark erhöht. Der Ton ist braun und schwach glimmerhaltig. Die Oberfläche ist durch zahlreiche Kalksteinsplitterungen in Mitleidenschaft gezogen worden.
Die Unterseite des Beckens ist mit einem schwarzen Überzug („Firnis“) versehen, darüber folgen zwei weitere breite schwarze Firnisbänder, die von dünnen, tongrundigen Bändern unterbrochen werden. Darüber folgt ein weiterer tongrundiger Streifen, danach wechseln sich drei dünne schwarze und tongrundige Streifen ab. Die mittleren Ornamentbänder beginnen mit einem breiten Streifen, in dem sich mehrere Wellenbänder und achtstrahlige Sterne befinden. Darüber folgen zwei Zickzack-Bänder, die jeweils von drei schwarzen und tongrundigen Streifen geteilt werden. Zwischen diesen Ornamentbändern und dem kurzen Hals wird das zentrale Schaubild gezeigt: zwei stark stilisierte, in Silhouetten gezeigte Pferde stehen einander frontal gegenüber. Unter dem linken Pferd wird eine Swastika, unter dem rechten Bild ein Kreuz gezeigt. Zwischen ihnen wird ein stilisierter, von Gitterbändern und Sternen flankierter Dreifuß gezeigt. Zwischen den Bügelhenkeln und den die Pferdezone begrenzenden Mäanderstreifen werden seitlich flankierende Andreaskreuze gezeigt. An vielen Stellen ist die Malerei – auch großflächiger – abgerieben. Die Zeichnungen sind mit schwarzbraunem Firnis erfolgt. Der Krater wird in die zweite Hälfte des 8. Jahrhunderts v. Chr. datiert.